# Tututepec
Tututepec és un jaciment arqueològic mesoamericà situat a la vall del riu Verde, a les terres altes d'Oaxaca, que formaven el nucli de l'extens estat mixteca durant el període postclàssic tardà (segles XII - XVI). Durant l'època de màxima extensió, el lloc cobria prop de 21.85 km², i la seua influència política s'estenia per una àrea circumdant de més de 25.000 km².
A hores d'ara, el jaciment és ocupat pel poble de Villa de Tututepec de Melchor Ocampo.